# 马科曼尼战争
马科曼尼战争（拉丁語：bellum Germanicum et Sarmaticum）是罗马帝国和日耳曼部落马科曼尼人、夸迪人及伊阿居格人之间，从166年至180年马可·奥勒留统治期间的一系列战争，战争主要波及了多瑙河流域，其他如萨尔马提亚人和哥特人也参与了此次战争。在此战争期间，马可·奥勒留开始写作《沉思录》。